# Sklaverei in den Vereinigten Staaten

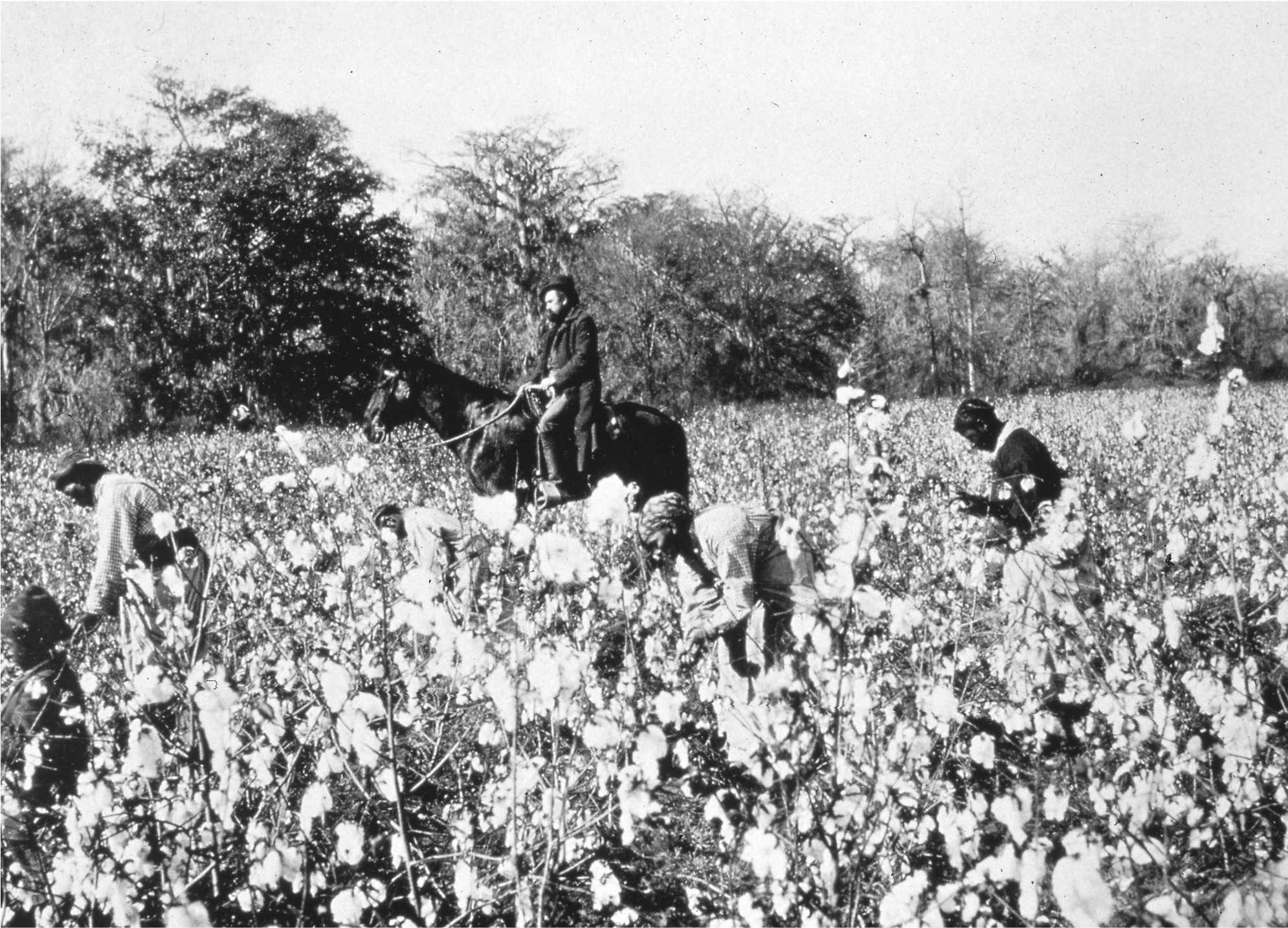
Männer, Frauen und Kinder arbeiten unter der Kontrolle eines berittenen Aufsehers auf einer Baumwollplantage im Süden der USA, um 1850

Die Sklaverei in den Vereinigten Staaten bildet die Fortsetzung und Fortentwicklung der Sklaverei, die bereits in den 13 Kolonien bestand, aus denen 1776 die Vereinigten Staaten hervorgegangen sind. Die Kolonisierung Amerikas vom 16. bis 19. Jahrhundert ging mit einer Massenversklavung von Afrikanern einher, die in allen Teilen des dünn besiedelten Doppelkontinents als billige Arbeitskräfte eingesetzt wurden. Dies betrifft nicht nur die britischen, niederländischen, schwedischen, französischen und spanischen Kolonien, aus denen später die USA entstanden sind, sondern in noch größerem Umfang Brasilien und die europäischen Kolonien in der Karibik. Auf dem nordamerikanischen Festland erlangte die Sklaverei jedoch Ausprägungsformen, die auf dem Doppelkontinent einzigartig waren.
Bereits der Amerikanische Unabhängigkeitskrieg war im Wesentlichen mit Tabaklieferungen aus Plantagen Virginias nach Frankreich finanziert worden. Edmund S. Morgan nannte als zentrales Paradox der amerikanischen Geschichte, dass Freiheit und Gleichheit, eine Betonung der Klassenlosigkeit als zentrale amerikanische Werte, ganz wesentlich auf der Sklaverei und dem zugehörigen Rassismus beruhten. In England wäre hingegen die individuelle Freiheit stärker betont und die Sklaverei viel früher abgeschafft und bekämpft worden. Hingegen blieb dort die ständische/klassenspezifische Trennung deutlich stärker. “Racism made it possible for white Virginians to develop a devotion to the equality that English republicans had declared to be the soul of liberty.” (Edmund Morgan, deutsch: „Rassismus erlaubte den weißen Virginianern, eine Hingabe an die Gleichheit zu entwickeln, welche die englischen Republikaner zur Seele der Freiheit erklärt hatten.“)

## Übersicht
Zum Zeitpunkt der Unabhängigkeitserklärung 1776 gab es in den Vereinigten Staaten mehr als 460.000 Sklaven. Die nördlichen Bundesstaaten, in deren Wirtschaftsleben die Sklaven nie eine große Rolle gespielt hatten, begannen bald, die Sklaverei abzuschaffen – ein Prozess, der sich allerdings als langwierig erwies und in einigen Fällen erst 1865 abgeschlossen wurde. In den Südstaaten, wo die Sklaverei mit der expandierenden Wirtschaft unauflösbar verbunden war, wuchs die Zahl der Sklaven bis 1865 auf mehr als vier Millionen an.
Sklavenhaltung entstand auf dem nordamerikanischen Festland nicht erst mit der Ankunft der europäischen Kolonialherren; sie war bereits in manchen indianischen Kulturen üblich. Mit der Gründung der Kolonien im 17. Jahrhundert erlangte sie allerdings erstmals allgemeine Verbreitung. Einen steilen Aufstieg nahm die Sklaverei dann mit der Entstehung der Plantagenökonomie, die im 17. Jahrhundert in Virginia entstand und sich in den folgenden zwei Jahrhunderten immer weiter nach Süden und Westen ausbreitete. Da die dünn besiedelten Kolonien den wachsenden Bedarf nach billigen Arbeitskräften nicht aus eigenen Ressourcen decken konnten, wurden afrikanischstämmige Sklaven zunächst aus der Karibik, dann aber in immer größerer Zahl über die so genannte „Mittelpassage“ direkt aus Westafrika verschleppt.
In der ersten Hälfte des 19. Jahrhunderts zerfiel die Plantagenökonomie in Virginia und North Carolina, dehnte sich dafür aber immer weiter in den amerikanischen Westen aus. Infolge dieser Verlagerung wurden Hunderttausende afroamerikanischer Sklaven aus dem Oberen Süden in den Tiefen Süden, besonders nach Alabama, Mississippi und Louisiana, verschleppt. Diese erzwungene Massenwanderung war für die Betroffenen kaum weniger traumatisch, als es für ihre Vorfahren die Verschleppung über den Atlantik gewesen war.
Ihr offizielles Ende fand die Sklaverei, die von Befürwortern in den Südstaaten euphemistisch oft als The Peculiar Institution (deutsch: „die besondere Institution“) bezeichnet wurde, mit der militärischen Niederlage der Konföderation im Sezessionskrieg (1865) und dem im selben Jahr verabschiedeten 13. Zusatzartikel zur Verfassung. Der Bedarf an billigen Arbeitskräften wurde sodann durch das Convict Lease-System aufgefangen, wodurch eine Vielzahl von Afroamerikanern bis ins 20. Jahrhundert hinein (in Alabama bis 1928) in einem System der Zwangsarbeit gehalten wurde.

## Vorgeschichte

### Kolonien ohne Plantagenwirtschaft

#### Nieuw Nederland

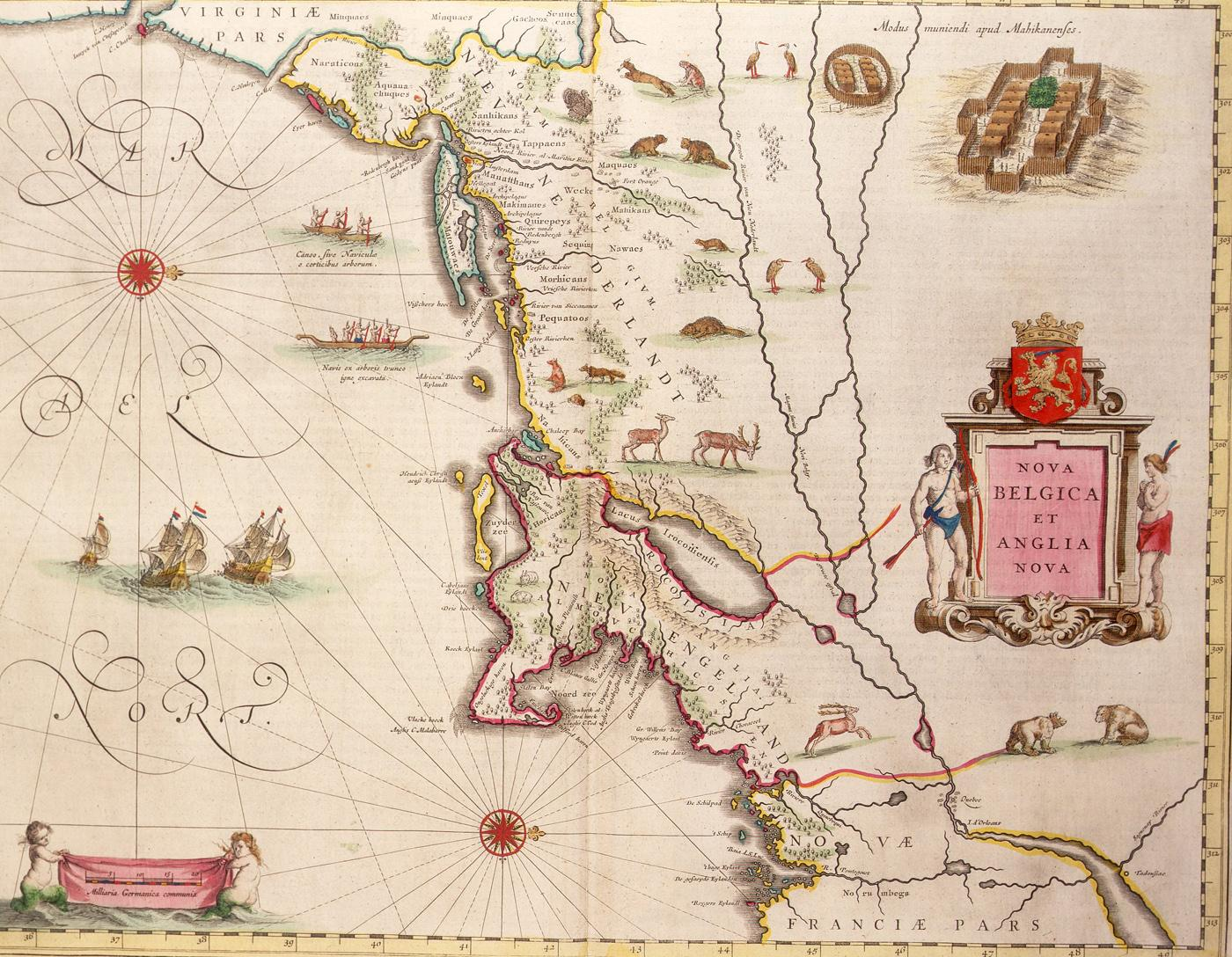
Karte von Nieuw Nederland aus dem Jahre 1635 (Norden liegt rechts)

Die Ansiedlung afrikanischstämmiger Sklaven auf dem späteren Staatsgebiet der Vereinigten Staaten begann, als europäische Handelsgesellschaften Atlantische Kreolen, die auf ihren Schiffen als Seeleute, Dolmetscher und andere Fachkräfte mitgereist waren, aufs nordamerikanische Festland mitnahmen. Zunächst waren es vor allem Niederländer, die Kreolen in ihre überseeischen Kolonien mitbrachten. Viele davon waren freie Männer und Frauen, andere jedoch brachten die niederländischen Pioniere und Kaufleute als Sklaven mit. Da die Westindien-Kompanie große Not hatte, Nieuw Nederland mit Arbeitskräften zu bevölkern, beruhte die Wirtschaft dieser Kolonie mehr als in irgendeiner anderen nordamerikanischen Kolonie der Zeit auf der Arbeitsleistung von Sklaven. Im Jahr 1640 lebten allein in Nieuw Amsterdam, das zu diesem Zeitpunkt gut 300 Einwohner hatte, etwa 100 Menschen afrikanischer Abstammung. Als die Briten Nieuw Amsterdam 1665 übernahmen, lebten dort gut 300 Sklaven, die ein Fünftel der Bevölkerung der Stadt ausmachten. Die meisten Schwarzen in Nieuw Nederland arbeiteten beim Festungsbau, beim Warentransport, bei der Jagd und in der Landwirtschaft, wo sie oft Seite an Seite mit bezahlten Arbeitern eingesetzt wurden. Die schwarzen Sklaven dieser Zeit waren häufig hoch qualifiziert und hofften, sich in der noch undefinierten gesellschaftlichen Ordnung der Kolonie eine bessere Position als die eines Sklaven sichern zu können. Der größte Sklavenhalter der Kolonie war die Westindien-Kompanie, die stets nur an kurzfristigen Gewinnen interessiert war, nicht auf eine langfristige Ausbeutung von Sklaven setzte und diesen für ihr Leben darum große Unabhängigkeit ließ. Wenn sie ihr festgelegtes Arbeitspensum erfüllt hatten, konnten die Sklaven auf eigene Rechnung arbeiten, Handel treiben, Eigentum erwerben, Familien gründen, Gerichte anrufen, dem Militär beitreten und einen Platz im sozialen, kulturellen und religiösen Leben der Kolonie finden. Ein Großteil der kreolischen Sklaven in Nieuw Nederland sprach Niederländisch und bekannte sich zum reformierten Christentum. Der Historiker Ira Berlin hat für diesen Typ von Sklaven, die kreolischer Herkunft waren und in ihr weißes Umfeld relativ stark integriert waren, den Begriff „Charter-Generationen“ geprägt. Eine Freilassung von Sklaven war in Nieuw Nederland möglich, führte jedoch nicht zu einer vollen Emanzipation der Freigelassenen, sondern beinhaltete Klauseln, die es dem früheren Eigentümer erlaubten, über den ehemaligen Sklaven in beschränktem Umfang weiterhin zu verfügen. Als die Niederländer Nieuw Amsterdam 1664 den Briten überlassen mussten, hatte etwa ein Fünftel der Schwarzen die Freiheit erlangt.

#### Neuengland und die Mittelkolonien

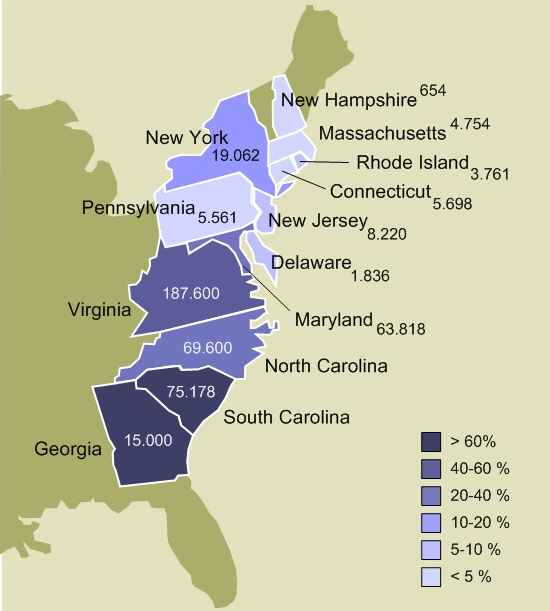
Die 13 britischen Kolonien. Zahl der Sklaven und Anteil der Sklaven an der Gesamtbevölkerung (Situation im Jahre 1770).

In Neuengland und noch mehr in den seit 1664 vollständig britischen Mittelkolonien New York, New Jersey, Pennsylvania, Delaware und Maryland war Sklaverei zwar ebenfalls verbreitet, eine Plantagenwirtschaft entstand hier jedoch nicht. Sklaven wurden hier in großer Zahl in den Seehandelshäfen, im städtischen Handwerk und Geschäftsleben, als Hausdiener, aber auch in der Landwirtschaft eingesetzt. Diese Sklaven gelangten zunächst vor allem über die Westindischen Inseln in den Norden, bald aber auch direkt aus Westafrika. Der Import von Sklaven aus Afrika war mit besonderen Problemen verbunden, vor allem mit einer hohen Sterblichkeit dieser Sklaven, die u. a. an Masern und Keuchhusten starben. Die Lebensbedingungen der meisten Kolonisten waren so bescheiden, dass sie auch ihre Sklaven nur notdürftig versorgten.
Die meisten dieser Kolonisten hielten nur jeweils wenige Sklaven und beschäftigten daneben auch Schuldknechte und schwarze und weiße Lohnarbeiter. Anders als die Sklavenhalter in der Plantagenwirtschaft der südlichen Kolonien hatten sie kaum Interesse daran, es den Sklaven zu ermöglichen, sich als Population aus eigenen Mitteln zu erhalten, d. h. Familien zu gründen und Kinder zur Welt zu bringen. Weibliche Sklaven wurden beim ersten Anzeichen einer Schwangerschaft verkauft. Diese Praxis hatte weitreichende Konsequenzen für das Sozialleben der Sklaven, die bis zur Abschaffung der Sklaverei nur vereinzelt Gelegenheit hatten, die Rollen von Ehepartnern und insbesondere von Vätern anzunehmen.
Darüber hinaus hielten diese Sklaven an ihren afrikanischen Traditionen fest und widerstanden über viele Jahrzehnte hinweg z. B. auch der christlichen Mission. Noch Mitte des 18. Jahrhunderts bekannte sich weniger als ein Zehntel der schwarzen Einwohner von New York City zum Christentum. Weil der Direktimport von Sklaven aus Afrika niemals abriss, konnte die Sklavenbevölkerung in den nördlichen Kolonien, die sich ihrer kulturellen Ursprünge äußerst bewusst war, ihre Kenntnis der afrikanischen Traditionen immer neu beleben. Weithin sichtbar wurden diese Traditionen z. B., wenn freie und unfreie Afroamerikaner in den Mittelkolonien alljährlich im Spätfrühjahr das Pinkster begingen.
Wie überall in den britischen Kolonien wurden im Verlaufe des 18. Jahrhunderts auch im Norden die bestehenden Sklavengesetze weiter ausgearbeitet und zum Vorteil der Sklavenhalter verschärft, was mehrfach zu Aufständen führte, z. B. in New York City 1712 und 1741. Die Freilassung von Sklaven wurde erschwert. In einigen Kolonien wurden auch den freien Schwarzen viele Bürgerrechte wieder genommen.
Von den 1760er Jahren an beschäftigten die Bauern und Handwerker in den nördlichen Kolonien in zunehmendem Umfang wieder europäische Arbeitskräfte, d. h. Schuldknechte und Lohnarbeiter.

#### Louisiana
Louisiana, das seit 1699 eine französische Kolonie war, wurde 1729 durch den Natchez-Aufstand so schwer traumatisiert, dass eine Plantagenwirtschaft dort zunächst nicht entstand. Auch ließ sich mit keinem der landwirtschaftlichen Produkte, mit denen die Pflanzer hier experimentierten, auf dem Weltmarkt starke Nachfrage erzeugen. Infolgedessen stagnierte auch der Import von Sklaven über Jahrzehnte hinweg. Eher als in der Landwirtschaft wurde die Arbeitskraft von Sklaven im Hafen von New Orleans eingesetzt. Louisiana war damit die einzige nordamerikanische Kolonie, in der Sklaverei eher eine städtische als eine ländliche Institution war. Die Sklaven, die in Französisch-Louisiana meist kreolischer Herkunft waren, übten eine Vielzahl von – auch qualifizierten – Tätigkeiten aus, hatten Zugang zu Pferden, waren mobil und durften als Holzfäller Äxte tragen: eine Situation, die anderswo undenkbar gewesen wäre. Bis ins 19. Jahrhundert bestanden in Louisiana die Charter-Generationen fort: diejenigen Sklavengenerationen, denen viele Vorteile wie z. B. das Recht auf persönliches Eigentum, eine eigene Produktions- und Austauschwirtschaft und damit ein vergleichsweise hohes Maß an Selbstbestimmung geblieben war.
Im Verlaufe des Siebenjährigen Krieges (1756–1763) fiel der westliche Teil der Kolonie Louisiana an Spanien, während der östliche Teil britisch wurde. Die Spanier liberalisierten zwar das unter dem französischen Code Noir sehr strenge Recht für Freilassung und Selbstkauf, begannen in den 1770er Jahren aber auch, Sklaven erneut in großer Zahl einzuführen.

#### Florida
In Florida, das seit dem 16. Jahrhundert eine spanische Kolonie war, kam es zu einem in der amerikanischen Geschichte einmaligen Zweckbündnis zwischen den Sklaven, die hier auch im ausgehenden 17. Jahrhundert noch den Charter-Generationen angehörten, und den spanischen Kolonisten, die sich auf ihrer Halbinsel durch die Briten zu Recht bedroht fühlten. Nachdem die spanische Krone 1693 allen entlaufenen Sklaven, die zum Katholizismus konvertierten, die Freiheit anbot, setzte aus den Nachbarkolonien – besonders aus South Carolina – ein anhaltender Strom von Flüchtlingen ein, die die Spanier in manchen Fällen erneut versklavten, jedoch nicht an die Briten auslieferten. Während der Feldzüge, die die Briten im 18. Jahrhundert wiederholt gegen Florida unternahmen, kämpften auf der spanischen Seite immer wieder ehemalige Sklaven aus South Carolina. Zentrum des schwarzen Lebens im kolonialen Florida wurde Gracia Real de Santa Teresa de Mose, ein Ort, der gleichzeitig als Fluchtziel für Sklaven, die aus den britischen Kolonien entlaufen waren, und als militärische Befestigung zum Schutz der Stadt St. Augustine diente.
Nachdem Florida 1763 an die Briten fiel, flohen viele Schwarze aufs spanische Kuba, ein Exodus, mit dem auch die kreolische Kultur von der Halbinsel verschwand. Nachdem die Spanier sich aus Florida zurückgezogen hatten, begannen Pflanzer aus South Carolina nachzurücken. Eine Plantagenökonomie großen Stils entstand dort jedoch erst im 19. Jahrhundert.

### Kolonien mit Plantagenwirtschaft
Im 18. Jahrhundert, noch unter der britischen Kolonialherrschaft, entstand in den amerikanischen Südstaaten eine Plantagenwirtschaft, deren Erzeugnisse – zunächst Tabak und Reis, später Baumwolle und Zuckerrohr – zu den wichtigsten Exportprodukten des nordamerikanischen Kontinents wurden und die Plantagenbesitzer nicht nur reich, sondern auch zur politisch einflussreichsten Klasse der Kolonien machten. Nach der Gründung der Vereinigten Staaten und der Einrichtung einer Bundesregierung im Jahre 1787 hatten sie leichten Zugang zu den politischen Schlüsselpositionen der neuen Republik. Bis zum Sezessionskrieg war die Mehrzahl der amerikanischen Präsidenten Sklavenhalter, darunter George Washington, Thomas Jefferson, James Madison, James Monroe, Andrew Jackson, John Tyler, James K. Polk und Zachary Taylor. Sklavenhalter im Kongress gaben den Ausschlag für die Gesetzgebung, und auch der politisch einflussreiche US Supreme Court wurde von Sklavenhaltern wie John Marshall und Roger B. Taney dominiert.
Die Arbeitsleistung der Sklaven wurde zur wichtigsten Arbeitsleistung überhaupt und verdrängte andere Formen, wie z. B. Familienarbeit, Schuldknechtschaft und Lohnarbeit. Zur Rechtfertigung ihrer Herrschaft entwickelten die Sklavenhalter eine Ideologie der Unterordnung (ideology of subordination), als deren Fundament „Natur-“ oder „Gottesgesetze“ herangezogen wurden; häufig entstanden daraus Rassenideologien, die so flexibel waren, dass über den Unterschied „Schwarz-Weiß“ im Bedarfsfall auch hinweggesehen werden konnte.

#### Virginia

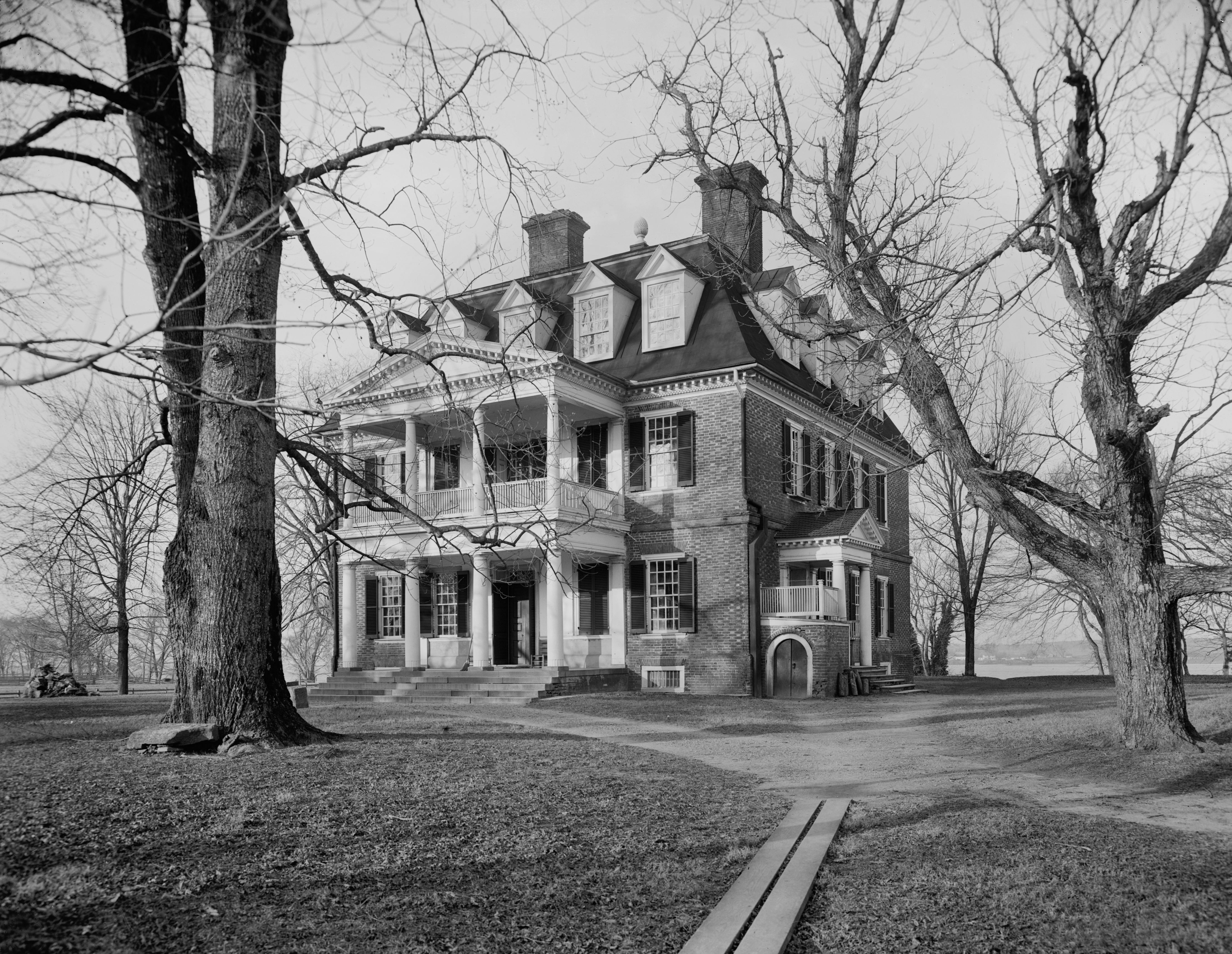
Shirley Plantation, bei Clarksville, Virginia. Das 1723–1738 erbaute Wohnhaus auf einer der ältesten Plantagen in Virginia (gegründet 1613). Wohnsitz von John Carter, einem Sohn des Tabakpflanzers Robert „King“ Carter.

Einer der ersten afrikanischstämmigen Einwohner der seit 1607 dauerhaft bestehenden britischen Kolonie Virginia war Anthony Johnson, der 1621 als Schuldknecht nach Jamestown gebracht wurde, sich in den 1640er Jahren jedoch freikaufen konnte und später selbst Sklaven hielt. Die Sklaven im Oberen Süden wiesen, wie ihre Schicksalsgenossen in Nieuw Nederland, zunächst alle Besonderheiten der Charter-Generation auf, waren um Integration in die Kolonialgemeinschaft bemüht und bekannten sich zur anglikanischen Glaubensgemeinschaft.
Die Plantagen-Arbeiterschaft bestand in Virginia bis weit ins 17. Jahrhundert aus Schuldknechten. 1676 nahmen diese in großer Zahl an Bacon’s Rebellion teil, einem Aufstand gegen die Politik des Gouverneurs, der von den Pflanzern am Ende niedergeschlagen wurde. Da diese mit der Rebellion ihre Arbeiter verloren hatten, versuchten sie in den Plantagen zunächst Indianersklaven einzusetzen, deren Population in dieser Zeit jedoch stark zurückging. Vor allem die Tabakanbauer begannen, sich nach afrikanischstämmigen Sklaven umzusehen. Die bisher wichtigste Ressource für schwarze Sklaven, die British West Indies, konnten die Nachfrage bald nicht mehr decken. Die Pflanzer begannen darum schließlich, Sklaven direkt aus Afrika zu importieren. Die Zahl der „Salzwassersklaven“ (engl. saltwater slaves), die nach Virginia verschifft wurden, betrug in den 1680er Jahren gut 2.000, in den 1690er Jahren mehr als doppelt so viel und im Zeitraum von 1700 bis 1710 fast 8.000. Neben Jamaika wurde Virginia in dieser Zeit zum profitabelsten Sklavenmarkt im britischen Amerika.
Charakteristisch für die Charter-Generationen war ein ausgewogenes Zahlenverhältnis zwischen männlichen und weiblichen Sklaven gewesen. Da die Pflanzer als Arbeitskräfte junge Männer bevorzugten, geriet das Geschlechterverhältnis in den nun entstehenden Plantagen-Generationen in ein Ungleichgewicht, in dem es für die neu eingetroffenen Sklaven oft kaum möglich war, ihre Entwurzelung durch die Gründung neuer Familien zu mildern, geschweige denn die komplexen erweiterten Haushalte und Verwandtschaftsbeziehungen wiederherzustellen, auf denen in Afrika jedes soziale Leben basierte. Da die Preise für Sklaven sehr niedrig waren, nahmen weder Sklavenhändler noch Pflanzer Rücksicht auf deren Gesundheit, „verschlissen“ sie auf dem Transport bzw. mit der Arbeit und versorgten sie schlecht, sodass ihre Mortalität hoch – ein Viertel der aus Afrika importierten Sklaven starb innerhalb des ersten Jahres nach der Ankunft – und Schwangerschaften und Geburten selten waren. Viele starben auch an ansteckenden Krankheiten, die es in Afrika nicht gab und gegen die sie darum keine Immunabwehr besaßen. Der Arbeit, für die die Pflanzer sie vorgesehen hatten, unterwarfen sie sich nur unter Zwang. Schon im 17. Jahrhundert haben die Sklavenhalter in Virginia Zwangsmittel wie Verstümmelung, Brandzeichnung und Schläge angewendet. Mit dem Direktimport afrikanischer Sklaven stieg das Gewaltniveau auf den Plantagen stark an, und an neuen Zwangsmitteln kamen der Pranger, das Auspeitschen und das Aufhängen am Galgen hinzu. Derartige Strafen wurden mit behördlicher Billigung ausgeführt, und in Virginia war es Weißen von 1669 an möglich, widersetzliche Sklaven ungestraft sogar zu töten. Später kam als zusätzliches, von den Sklaven besonders gefürchtetes Bestrafungsmittel die Unterbringung im Arbeitshaus hinzu, wo Einschüchterungs- und Folterspezialisten die Aufsicht führten. Im 17. Jahrhundert hatten Sklavenhalter in Ungehorsamsfällen noch die Gerichte angerufen; im 18. Jahrhundert entschieden sie bei allem, was ihre Plantagen betraf, nach eigenem Gutdünken. Die Gesetzgebung hatte die Rechte der Sklavenhalter bereits seit der Mitte des 17. Jahrhunderts immer weiter ausgedehnt. Die der Sklaven wurden gleichzeitig immer weiter eingeschränkt, etwa ihre Versammlungsfreiheit oder ihre Freiheit, das Anwesen des Halters zu verlassen, ohne einen Pass mit sich zu führen. Im 18. Jahrhundert genossen Sklaven in Virginia weniger arbeitsfreie Tage oder arbeitsfreie Stunden, als Dienern dort im 17. Jahrhundert zugestanden wurden. Von dieser Zeit an arbeiteten sie nicht nur im Kolonnensystem, sondern mussten auch im Winter, der in der Landwirtschaft sonst eine arbeitsarme Zeit war, Baumstümpfe ausgraben, Weiden reinigen und Gebäude reparieren.

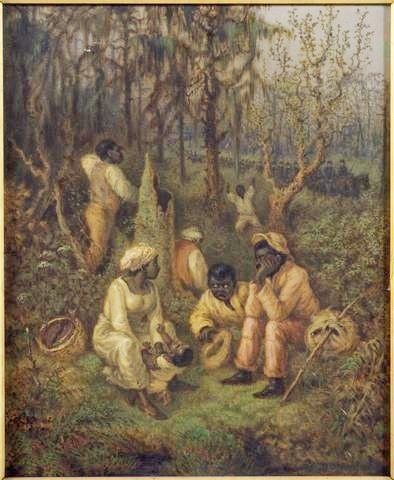
D. E. Cronins Gemälde Fugitive Slaves in the Dismal Swamp, Virginia (1888) zeigt entflohene Sklaven im Sumpfland von Virginia

Auf die Entmenschlichung und Herabsetzung reagierten viele Sklaven mit Depressionen, andere widersetzten sich. Bereits in den ersten Jahrzehnten des 18. Jahrhunderts bereiteten Sklaven in Virginia Aufstände vor, die jedoch stets noch vor der Ausführung erstickt wurden. Alltäglichen Widerstand leisteten Sklaven, indem sie sich dumm stellten, um bestimmte Arbeiten nicht ausführen zu müssen – Ignoranz wurde von ihnen ja erwartet. Andere liefen fort und gründeten im unbesiedelten Hinterland kurzlebige Maroon-Siedlungen.

#### South Carolina und Georgia
Die Exportwirtschaft von South Carolina, die zunächst auf Erzeugnissen wie Kolophonium, Terpentin, Tallöl und Pech beruhte, erhielt im 18. Jahrhundert mit dem Anbau von Indigo und insbesondere von Reis eine profitable neue Grundlage. Große Plantagen entstanden, auf denen die Pflanzer von Anfang an afrikanischstämmige Sklaven einsetzten. Bereits in der ersten Dekade des 18. Jahrhunderts wurden im Tiefland von South Carolina mehr schwarze als weiße Einwohner gezählt. Der Reisanbau expandierte schneller, als Arbeitskräfte herangeschafft werden konnten. Vorübergehend griffen die Pflanzer darum auch auf indianische Sklaven zurück; in den 1710er Jahren wurden davon in South Carolina gut 1.500 gezählt. Da der Bedarf an Arbeitskräften immer weiter wuchs und auch aus dieser Ressource nicht befriedigt werden konnte, begannen die Pflanzer, Sklaven direkt aus Afrika einschiffen zu lassen. In den 1720er Jahren trafen in der Kolonie jährlich mehr als 2.000 afrikanische Sklaven ein; in den 1770er Jahren waren es bereits 4.000 pro Jahr. Charleston wurde im Laufe des 18. Jahrhunderts zum wichtigsten Zielhafen des atlantischen Sklavenhandels und zum umsatzstärksten Sklavenmarkt auf dem nordamerikanischen Festland.

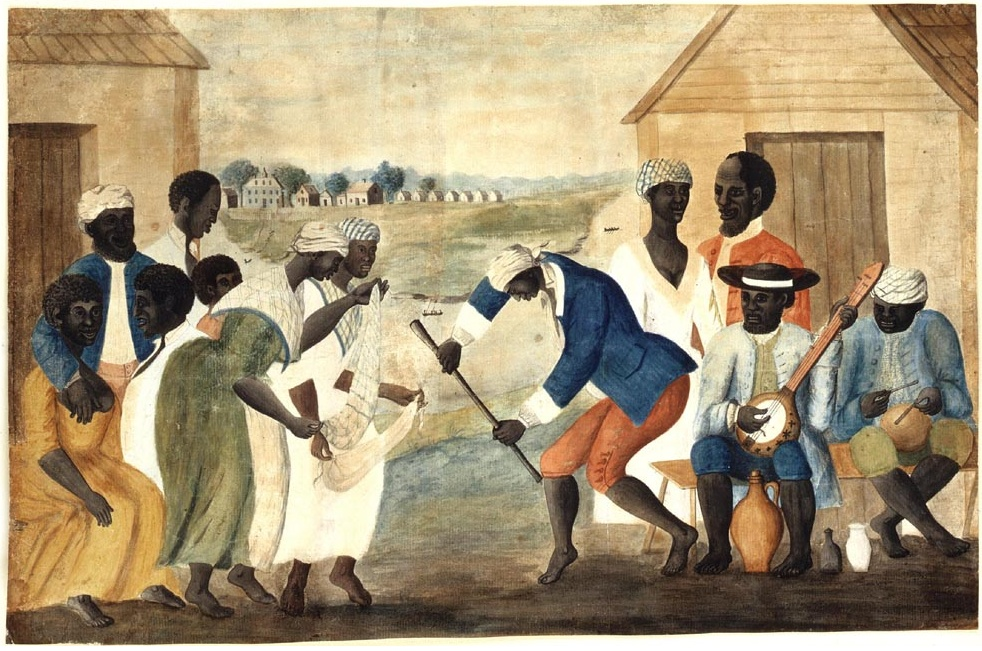
The Old Plantation, Gemälde aus dem späten 18. Jahrhundert

Die Arbeit in den Reisfeldern war weitaus härter als in den Tabakplantagen und die Sterblichkeit der Sklaven, die weder ausreichende Kost oder Versorgung noch angemessene Unterkunft erhielten, sehr hoch. Häufige Todesursachen waren Gelbfieber, Brustfellentzündung und Lungenentzündung. Da Sklaven sich nicht versammeln durften, spielten Bestattungen eine grundlegend wichtige Rolle für ihr Sozialleben und bildeten den Ausgangspunkt für die Entstehung einer Gemeinschaft. Ebenso wie in Virginia war auch bei den Sklaven in South Carolina das Geschlechterverhältnis im Ungleichgewicht. Zwei Drittel waren Männer. Frauen waren unterernährt und überarbeitet und brachten nur selten Kinder zur Welt. Erst in den 1760er Jahren sank die Mortalität so weit ab und stieg die Geburtenzahl so weit an, dass die Sklavenpopulation auf natürliche Weise wuchs.
Das Gewaltniveau auf den Plantagen war hoch. Viele Sklaven widersetzten sich mit Gewalt; ebenso häufig wurde ihr Widerstand gewaltsam gebrochen. 1739 kam es in South Carolina erstmals zu einem großen Sklavenaufstand, dem Stono-Aufstand, der zwar niedergeschlagen wurde, die Pflanzer aber so beunruhigte, dass die Gesetzgebung im folgenden Jahr ein neues Sklavengesetz verabschiedete, das den Sklavenhaltern über ihr menschliches Eigentum fast unumschränkte Macht gewährte.
In Georgia hatte die britische Krone Sklaverei zunächst verboten, eine Beschränkung, die auf Druck der Kolonisten im Jahre 1751 jedoch aufgehoben wurde. In kurzer Zeit entstanden auch hier ausgedehnte Reisplantagen und eine unfreie schwarze Bevölkerungsmehrheit.
Die Sklaven, mit denen die Pflanzer sich für ihren persönlichen Komfort in der Stadtvilla umgaben – darunter überproportional viele Frauen –, genossen bessere Lebensbedingungen als die Plantagensklaven, durften sich frei in der Stadt bewegen und waren manchmal sogar in der Lage, auf eigene Rechnung wirtschaftliche Aktivitäten zu entfalten. Verbreitet war es auch, dass Pflanzer ihre städtischen Sklaven an andere Weiße vermieteten. Sklaven, die nicht in ländlicher Isolation lebten, richteten gelegentlich informelle Garküchen (cook shops), Wirtschaften und Lebensmittelgeschäfte ein, in denen sich nicht nur andere Schwarze, sondern z. B. auch weiße Seeleute versorgten; in den Städten entstand daraus eine für ihre Kriminalität berüchtigte gemischtethnische Subkultur.

## Der Amerikanische Unabhängigkeitskrieg
Mit dem Aufbegehren britischer Siedler gegen die Kolonialherrschaft des Mutterlandes zerbrachen in manchen der nordamerikanischen Kolonien die gesellschaftlichen Bande zwischen Patrioten und Plantagenbesitzern; an ihre Stelle traten neue Koalitionen, allerdings kaum solche mit Sklaven. Auch die Sklavenhalter waren sich nicht einig und stellten sich teils auf die Seite der Patrioten, teils auf die der Loyalisten.
Trotzdem gelang es ihnen im Verlaufe des Unabhängigkeitskrieges, ihre Interessen zu behaupten, und als der Krieg beendet war, gab es auf dem Gebiet der jungen Vereinigten Staaten mehr Sklaven als jemals zuvor.
Die Macht der Sklavenhalter, die besonders in der Plantagenökonomie auf Routine beruhte, wurde empfindlich gestört, als es im Verlaufe des Krieges immer wieder zu massiven Truppenbewegungen kam. Die Einwohner der betroffenen Regionen verloren durch Konfiskation oftmals ihr Eigentum, Sklaven eingeschlossen. Besorgte Plantagenbesitzer verschoben ihre Sklaven von einem Anwesen zum nächsten. Tausende von Sklaven nutzten dieses Durcheinander zur Flucht. Deckung fanden sie oft bei vorbeiziehenden Soldaten, die sie in ihren Camps gern als Wäscher oder ähnliches einsetzten; nur in Einzelfällen wurden geflohene Sklaven selbst Soldaten.

## Ab der Unabhängigkeit der Vereinigten Staaten

Sklavenstaaten und freie Bundesstaaten sowie Territorien von 1789 bis 1861

Auf die kriegsbedingte Erosion der Sklaverei folgten direkte Angriffe auf diese Institution. Zu einem Teil nährten diese sich aus dem Gedankengut derjenigen geistigen Bewegung, die Ira Berlin – gemeinsam mit vielen anderen US-Historikern – als „demokratische Revolution“ bezeichnet hat und als deren Meilensteine die Amerikanische Unabhängigkeitserklärung (1776), die französische Erklärung der Menschen- und Bürgerrechte (1789) und die Entstehung der unabhängigen Republik Haiti (1804) gelten. In der viel beachteten Präambel zur Unabhängigkeitserklärung hatte Thomas Jefferson das Leben, die Freiheit und das Streben nach Glück zu unveräußerlichen Menschenrechten erklärt. Die Sklaverei wurde hier nicht ausdrücklich erwähnt, geriet aber unter Rechtfertigungsdruck.
Die Idee, dass alle Menschen an Rechten gleich seien, wurde in der Öffentlichkeit überall diskutiert. Die Doppelmoral, die es den Weißen erlaubte, für ihre Freiheit zu kämpfen, während die Sklaven unfrei bleiben sollten, erregte bei den meisten Weißen zunächst jedoch kaum Anstoß. Nur eine Minderheit der Patrioten gelangte über die neue politische Idee der Freiheit zum Abolitionismus. Umso nachdrücklicher wiesen Sklaven dieser Zeit – die „Revolutions-Generationen“ – nun selbst auf den Doppelstandard hin, maßen ihre Kräfte erneut mit denen ihrer Eigentümer und erreichten es vor allem im Norden häufig, dass sie freigelassen wurden oder sich selbst freikaufen durften.
Eine weitere Quelle, aus der die Idee der Gleichheit schöpfen konnte, war der Evangelikalismus, der nach der Missionswelle des First Great Awakening in den 1780er Jahren erstmals auch viele Sklaven erreichte. Ausschlaggebend war, dass sich im Pietismus und in der evangelischen Mission im 18. und 19. Jahrhundert die Erkenntnis durchsetzte, dass das Verständnis des Menschen als Kind Gottes nicht mit der Sklaverei vereinbar ist. Auf Druck baptistischer Missionare wurde die Sklaverei 1834 in Großbritannien und seinen Kolonien verboten, der Handel mit Sklaven war 1807 untersagt worden.
Der eigentliche Durchbruch vollzog sich in den Vereinigten Staaten. Schon 1652 wurde die Sklaverei in Rhode Island für rechtswidrig erklärt. Auch Teile der Quäker und die Mennoniten lehnten die Sklavenhaltung bereits im 17. Jahrhundert ab. Die amerikanischen Methodisten erließen 1786 ein entsprechendes kirchliches Verbot, größere Gruppen von Baptisten und Kongregationalisten folgten 1789. Etwa 1820 begann die Antisklavereibewegung (Abolitionist Movement) mit der Parole „Slavery is sin“ (Sklaverei ist Sünde). Eine starke politische Wirkung hatte der 1852 erschienene Roman Uncle Tom’s Cabin (Onkel Toms Hütte) der Presbyterianerin Harriet Beecher Stowe. Für Afroamerikaner besonders ansprechend war der Glaubenssatz, dass in Gottes Augen alle Menschen gleich seien. In vielen Kirchengemeinden wurden Schwarze tatsächlich als Gleiche aufgenommen. Um 1800 bekannte sich etwa jeder zehnte afroamerikanische Sklave zum christlichen Glauben.
Die Plantagenbesitzer waren aber nicht bereit, die Sklaverei aufzugeben. In dem Maße, in dem die Sklavenhalter in die Defensive gerieten, führten die Ideen von Freiheit und Gleichheit darum nicht zu einer Abschaffung der Sklaverei, sondern im Gegenteil zu einer Verhärtung der Situation. Zur Befreiung der Sklaven kam es im 19. Jahrhundert in einem Prozess, den der Historiker Charles A. Beard in anderem Zusammenhang als die „Zweite amerikanische Revolution“ bezeichnet hat. Von Bedeutung in dieser Entwicklung war auch, dass von 1789 bis 1850 die Politik von Plantagenbesitzern bestimmt wurde. In diesem Zeitraum wurde kein Präsident aus dem sklavenfreien Norden wiedergewählt, während die fünf Sklavenhalter George Washington, Thomas Jefferson, James Madison, James Monroe und Andrew Jackson jeweils zwei Amtszeiten lang regierten. Die Präsidenten der 1850er Jahre, Millard Fillmore, Franklin Pierce und James Buchanan, stammten zwar aus dem Norden, waren aber Befürworter der Sklaverei. Diese Dominanz setzte sich in der Legislative und Judikative auf Bundesebene fort: Der Sprecher des Repräsentantenhauses war in 51 von 62 Jahren dieses Zeitraums ein Sklavenhalter und im mächtigen Committee on Ways and Means traf dies in 41 Jahren zu. Von 31 Richtern am Obersten Gerichtshof der Vereinigten Staaten in dieser Epoche stammten 18 aus den Südstaaten wie auch die beiden Chief Justices John Marshall und Roger B. Taney.

### Staaten ohne Plantagenwirtschaft: Neuengland und Mittelatlantik

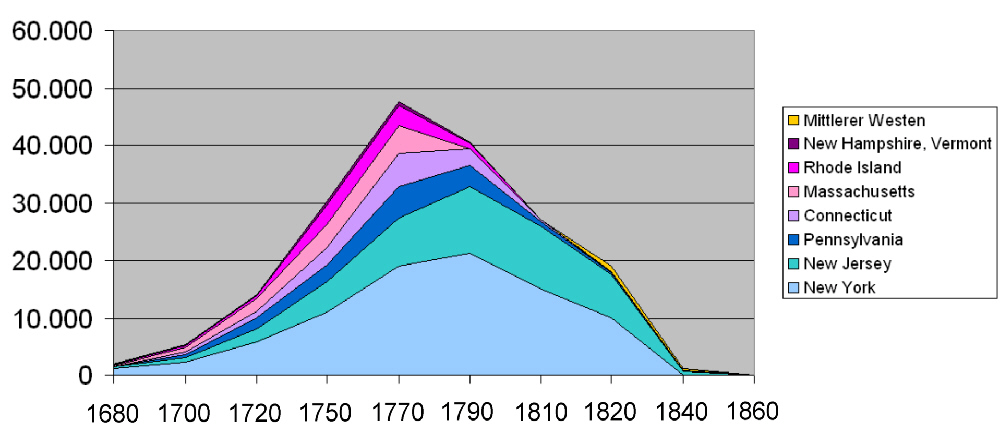
Zahl der Sklaven in den nördlichen Kolonien bzw. Bundesstaaten, 1680–1860

Auf die Gesellschaft im Norden machten die Ereignisse und Ideen der „demokratischen Revolution“ einen größeren Eindruck als in den übrigen Landesteilen. Verwirklicht wurde die Abschaffung der Sklaverei zuerst in den Regionen, in denen es ohnehin nur wenige Sklaven gab, weil die Wirtschaft auf sie hier nicht angewiesen war. Die ersten US-Bundesstaaten, in denen die Sklaverei per Gesetz abgeschafft wurde, waren Vermont (1777), Massachusetts (1780) und New Hampshire (1783). In Neuengland wurde ausgerechnet in Sklavenfragen begonnen, die Rule of Law anzuwenden. In Pennsylvania (1780), Connecticut (1784), Rhode Island (1784), New York (1799) und New Jersey (1804) entstanden Gesetze zur graduellen Abschaffung der Sklaverei. Kinder von Sklaven, die nach einem Stichtag geboren würden, sollten dort freigelassen werden, sobald sie volljährig waren.
Der Weg in die vollständige Emanzipation der Sklaven war allerdings auch in den so genannten „freien Staaten“ sehr lang. Die Mehrzahl der Sklaven, die zum Zeitpunkt der Amerikanischen Unabhängigkeitserklärung im Norden des Landes gelebt hatten, blieben bis zu ihrem Tod unfrei. Noch im Jahr 1810 wurden in den „freien Staaten“ 27.000 Sklaven gezählt. Selbst Sklaven, die freigelassen wurden, blieben – zum Teil mit Billigung der Gesetzgeber – von ihren ehemaligen Eigentümern oder ihren neuen weißen Arbeitgebern oftmals abhängig und erlangten Kontrolle weder über ihre Arbeitskraft noch ihr Leben. Afroamerikaner – Freie ebenso wie Sklaven – konnten auch im Norden nicht die amerikanische Staatsbürgerschaft erwerben und waren mit einer Vielzahl diskriminierender Gesetze und Praktiken konfrontiert. So ließen viele Sklavenhalter ihre Sklaven nur unter der Bedingung frei, dass diese sich ihnen als Schuldknechte langfristig verpflichteten. Andere befreite Sklaven mussten sich aus Armut als Schuldknechte verpflichten. So dauerte es auch im Norden sehr lange, bis befreite Sklaven eigene Haushalte gründen, eine unabhängige Beschäftigung finden und eigene Institutionen gründen konnten.
In New York trat ein Gesetz zur endgültigen Abschaffung der Sklaverei erst im Jahre 1827 in Kraft. Illinois folgte sogar erst 1848. Die Tatsache der umfassenden Verschleppung der Sklavenbefreiung in den nördlichen Bundesstaaten veranlasste Ira Berlin zu dem Urteil, der Norden sei bis zum endgültigen Bruch mit der Sklaverei am 1. Januar 1863 ein Teil der Sklaven haltenden Republik gewesen.

### Staaten im Übergang: Maryland und das Tiefland von Virginia

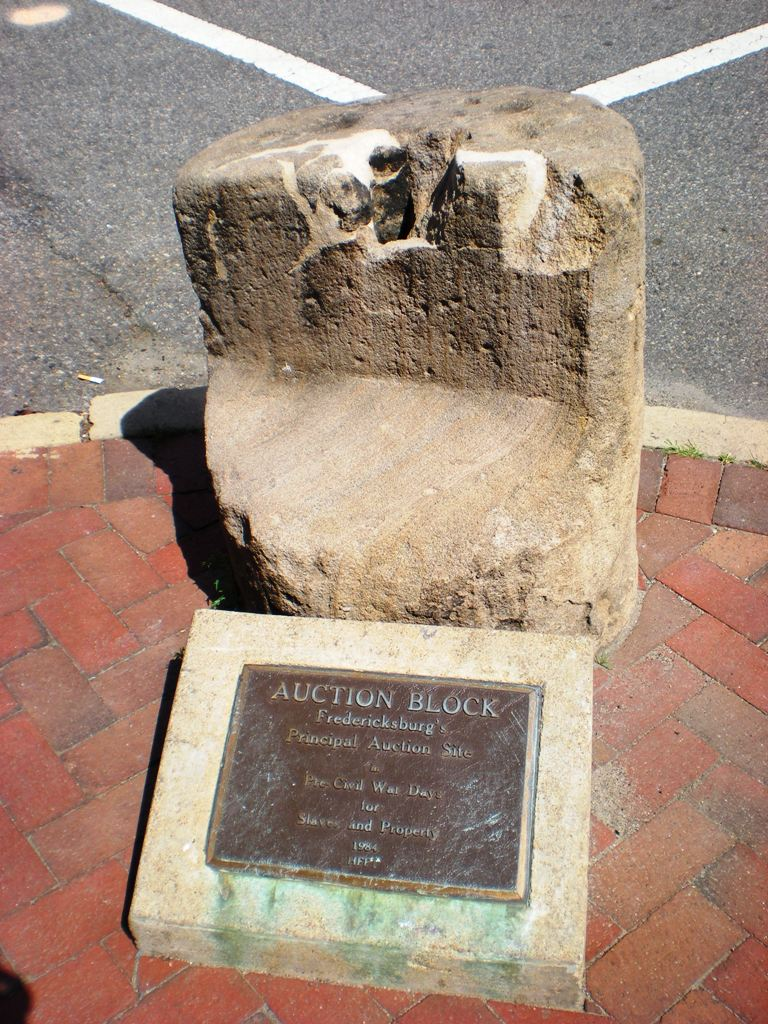
Bei Versteigerungen wurden Sklaven oft auf Steinblöcken ausgestellt. Das hier abgebildete Exemplar stammt aus Fredericksburg, Virginia.

In Virginia unterstützte der britische Kolonialgouverneur Lord Dunmore den Eintritt von Afroamerikanern in die britischen Truppen, die die amerikanischen Unabhängigkeitsbestrebungen niederschlagen sollten. Diese Schwarzen hofften hier gegen die Sklaverei zu kämpfen. In der Schlacht von Great Bridge (1775) wurde Dunmores Ethiopian Regiment jedoch geschlagen und die Briten begannen, sich aus Virginia zurückzuziehen. Obwohl während des Unabhängigkeitskrieges auch in Virginia und rund um die Chesapeake Bay Tausende von Sklaven in Freiheit gelangten, war dort die Institution der Sklaverei von einem Zerfall noch weit entfernt; die Sklavenhalter hielten entschlossen daran fest.
Da die Sklavenpopulation sich hier aus eigenen Ressourcen vermehrte, wurden die Sklavenhalter im Oberen Süden zu dezidierten Gegnern des internationalen Sklavenhandels. Gleichzeitig begannen sie aber einen profitablen regionalen Handel mit Sklaven, die sie aus Maryland und der Küstenregion von Virginia in die Südstaaten, vor allem nach North- und South Carolina, nach Georgia, und nach Westen (Kentucky und Tennessee) verkauften. Im Zeitraum 1780 bis 1810 verließen schätzungsweise 115.000 Sklaven allein die Küstenregion von Virginia. Die Zeitgenossen bezeichneten diese schwarze Massendeportation, die 1812 durch den Britisch-Amerikanischen Krieg unterbrochen wurde, aber den Beginn der so genannten Zweiten Mittelpassage markiert, als Georgia Trade.
An die Stelle der Tabak-Monokulturen trat in der Chesapeake-Region und im Tiefland von Virginia nach dem Unabhängigkeitskrieg allmählich eine landwirtschaftliche Mischkultur mit Schwerpunkten wie dem Weizenanbau, der Viehhaltung und der Milchproduktion, die den Arbeitskräften weitaus mehr Flexibilität und Ausbildung abverlangte als der Tabakanbau. Mit der Arbeitsweise der Sklaven veränderten sich auch ihre Lebensbedingungen; sie gewannen an Kenntnissen, an Mobilität und an Selbstständigkeit. Sie begannen, ihren Lebensbedarf selbst zu erwirtschaften, konnten persönliches Eigentum anhäufen und erhielten vereinzelt – etwa als Manufakturarbeiter oder Metallgießer – sogar Bezahlung, wodurch für eine Minderheit der Sklaven die Möglichkeit zum Selbstkauf entstand. Ein neuer, besonders in den Städten florierender Wirtschaftszweig wurde das Vermieten von Sklaven. Insgesamt nahm die Bedeutung der unfreien Arbeit im Oberen Süden ab, weshalb viele Sklavenhalter ihre Sklaven entweder profitabel in die Südstaaten verkauften oder freiließen. Gleichzeitig entstanden allerdings neue Formen der Abhängigkeit wie z. B. die forced apprenticeship.

### Situation in der Plantagenwirtschaft

#### South Carolina und Georgia
Im Norden hatte die Unabhängigkeitsbewegung dazu beigetragen, dass die Sklaverei allmählich in Frage geriet. Im Unteren Süden dagegen bestätigte der siegreiche Ausgang des Krieges die Herrschaft der Pflanzer und damit auch die Institution der Sklaverei. Dieser Krieg war hier mit besonders verzweifelten Mitteln geführt worden. Die Plantagen wurden zu Schlachtfeldern, die nicht nur von gegnerischen Militäreinheiten, sondern auch von Partisanen und Plünderern überfallen wurden. Viele Pflanzer räumten ihren Besitz und brachten ihre Sklaven in nicht umkämpften Regionen in Sicherheit. Die Bewohner anderer Plantagen starben zu Tausenden und ebenso viele Sklaven nutzten das Durcheinander, um zu fliehen. In Georgia schrumpfte die Sklavenpopulation während des Unabhängigkeitskrieges um mehr als 10.000 Menschen, in South Carolina um 25.000.
Nach dem Ende des Krieges war der Wiederaufbau zunächst schwierig, weil die Pflanzer nicht nur viele Sklaven, sondern auch wichtige Auslandsmärkte verloren hatten. Die übrigen ließen sich oft nur unter Widerstand zurück in die alte Ordnung zwingen. Während des Krieges hatten sie mit ihren Eigentümern, die mehr als sonst auf effiziente Kooperation angewiesen waren, viele Erleichterungen ihrer Lebensumstände ausgehandelt (Arbeit im Aufgabensystem, Bewirtschaftung eigener Gärten und Felder), auf die sie später nicht mehr verzichten wollten. Viele Pflanzer, die mit ihren neuen Baumwollfeldern schnell ins Geschäft kommen wollten, schufen für ihre Sklaven Anreize, indem sie ihnen für Überstunden Geld boten. Für die meisten Sklaven brachte die Umstellung auf Baumwolle jedoch mehr Nach- als Vorteile. So ersetzten die Pflanzer bei der Urbarmachung des Hochlandes und anschließend auf den Baumwollfeldern selbst das Aufgabensystem durch das Kolonnensystem; die Arbeitstage der Sklaven wurden dadurch so lang, dass ihnen keine Zeit mehr für die Bewirtschaftung eigener Nutzflächen blieb. Es kam zu Aufständen, unter anderem in Georgia, wo die Miliz 1787 eine Gruppe schwarzer Guerilla-Kämpfer zerschlug. Die Pflanzer, die ihre Autorität schwinden sahen, wurden angesichts solcher Vorfälle überempfindlich, begannen hinter jeder Insubordination eine mögliche Rebellion zu wittern und setzten überall im Unteren Süden neue, strengere Sklavengesetze durch.

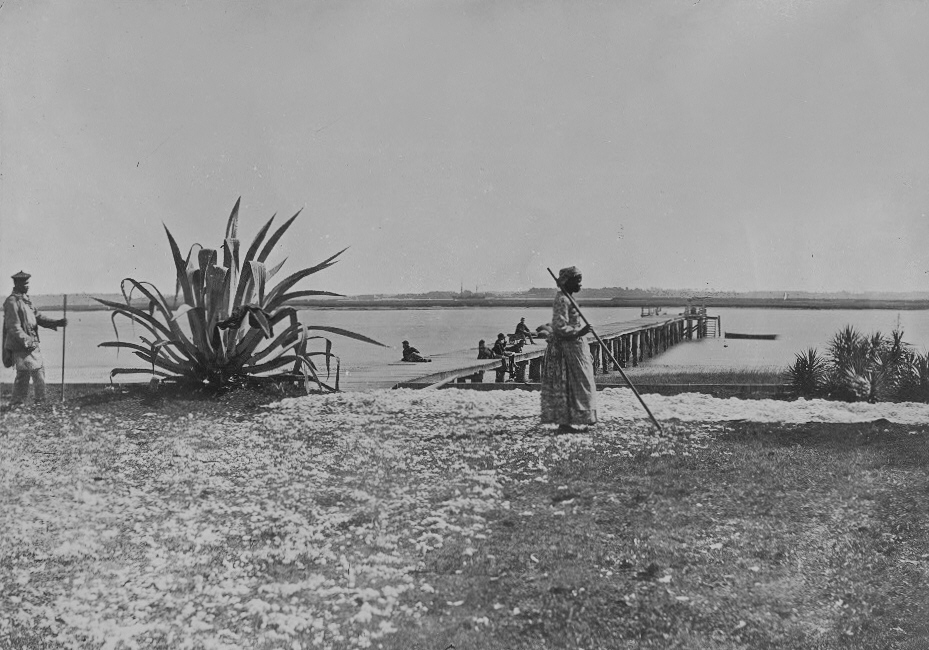
Afroamerikaner auf Edisto Island, South Carolina beim Trocknen der Baumwolle (fotografiert ca. 1862/63)

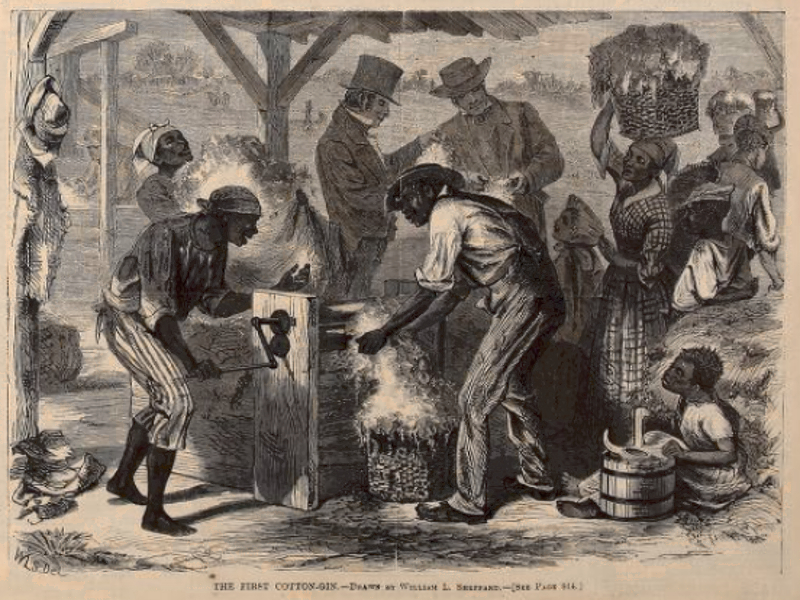
Afroamerikanische Sklaven bedienen Ende des 18. Jahrhunderts eine frühe Egreniermaschine (Illustration aus dem Jahre 1869)

Erst in den 1790er Jahren erreichte die Reisproduktion im Unteren Süden wieder das Niveau der Vorkriegszeit, stieg von da an jedoch immer weiter an, da der Anbau inzwischen ganz auf Gezeiten-Nassfelder umgestellt worden war. Im Hochland setzte sich zur gleichen Zeit ein Produkt durch, das die Sklaven bis dahin nur für ihre Selbstversorgung angebaut hatten: kurzstapelige Baumwolle. Für den Plantagenanbau rentabel wurde dieses Erzeugnis nach 1793, als die ersten Egreniermaschinen verfügbar wurden, die eine maschinelle Trennung der Baumwolle von Samen und Samenkapseln ermöglichten.
Die Baumwollproduktion nahm nun einen so rapiden Aufschwung, dass die Sklaverei sich weiter ausbreitete als jemals zuvor. Die Pflanzer im Unteren Süden, deren Plantagen zu diesem Zeitpunkt bereits die größten, kapitalintensivsten und technisch modernsten Unternehmen des Kontinents waren, vergrößerten ihren Landbesitz immer weiter und verdrängten alle Konkurrenz. Um ihren steigenden Bedarf an Arbeitskräften zu decken, stellten sie entlaufenen Sklaven nach oder kauften Sklaven aus dem Norden ein; nach der Emanzipation waren diese dort preiswert zu erlangen. Mitte der 1780er Jahre und erneut Mitte der 1810er Jahre eröffnete South Carolina vorübergehend auch wieder den internationalen Sklavenhandel und importierte in diesen kurzen Zeiträumen fast 90.000 Afrikaner; in den 1780er Jahren kamen diese mehrheitlich von der Goldküste, in den 1810er Jahren aus Angola. Diese „Salzwassersklaven“ brachten erneut afrikanisches Brauchtum ins Land, trugen Ziernarben und kunstvoll geflochtenes Haar. Die etablierte Sklavengemeinschaft war für afrikanische Einflüsse sehr aufgeschlossen, und viele Sklaven übernahmen insbesondere die Haartracht der Neuankömmlinge.
In Hafenstädten wie Charleston und Savannah wurden Sklaven in großer Zahl auch im Handwerk und im Transportwesen eingesetzt. Auch das Vermieten von Sklaven war dort weit verbreitet. Sklaven, die über genug Geld verfügten, um sich selbst zu mieten, konnten ihre Autonomie beträchtlich vergrößern. Durch Freilassung, Selbstkauf und Zuwanderung aus Saint-Domingue wuchs in den Städten auch die freie schwarze Population deutlich an. Stärker als im Oberen Süden waren befreite Sklaven im Unteren Süden jedoch auf die Patronage ihrer ehemaligen Eigentümer angewiesen, nahmen deren Namen an und blieben in ihrer Nähe.

#### Louisiana, Mississippi, Alabama und Westflorida
Mit dem Vertrag von San Ildefonso gelangte das spanische Louisiana 1800 erneut unter französische Kontrolle. Die Franzosen, die durch den Sklavenaufstand in Saint-Domingue neun Jahre zuvor ihre karibischen Zuckerrohrplantagen verloren hatten, begriffen dies als Gelegenheit, eine neue Plantagenökonomie aufzubauen, verloren das Gebiet jedoch schon 1803 erneut, diesmal an die Vereinigten Staaten. Überall im Tiefen Süden entstanden nun Plantagen. Möglich wurde dies, weil im Verlaufe des Unabhängigkeitskrieges viele Pflanzer ihre Sklaven aus Sorge vor Enteignung nach Süden – besonders nach Westflorida und in die angloamerikanische Enklave von Natchez – gebracht hatten.
1783 wurde die amerikanische Unabhängigkeit von Großbritannien anerkannt. Nach dieser Klärung der politischen Verhältnisse begann im Tiefen Süden ein Zustrom ehrgeiziger weißer Unternehmer, die den Aufbau einer Plantagenökonomie nun massiv vorantrieben. In Louisiana, das in den folgenden 20 Jahren mal unter spanischer, mal unter französischer Kontrolle stand und erst 1803 an die USA fiel, traten nacheinander viele neue Gesetze in Kraft, mit denen die Rechte der Sklavenhalter immer weiter ausgedehnt wurden. Zum ersten Mal seit den 1720er Jahren wurden Sklaven wieder in großer Zahl in die Region eingeführt.
Der Zustrom von Sklaven in den Tiefen Süden ermöglichte eine kurze Wiederbelebung des Tabak- und Indigoanbaus, der seit dem Ende des 18. Jahrhunderts jedoch vom Zuckerrohr und von der Baumwolle verdrängt wurde. Durch Verdrängung ihrer Konkurrenz und Urbarmachung von Prärie- und sumpfigen Flusslandschaften dehnten die Pflanzer ihre Plantagen immer weiter aus und wurden zur herrschenden Klasse. Ihren Bedarf an Arbeitskräften deckten sie durch Aufkauf von Sklaven, die in der Region bereits vorhanden waren, durch Ankauf von Sklaven aus dem Norden und in noch größerem Umfang auch durch Direktimport von Sklaven aus Afrika. Die Lebensbedingungen dieser Sklaven waren besonders schlecht. Die Arbeit war äußerst hart, die neu importierten Sklaven starben in großer Zahl an ansteckenden Krankheiten, und die Überlebenden konnten – da die Pflanzer besonders an männlichen Arbeitskräften interessiert waren – meist keine Familien gründen. Nach der Urbarmachung des Landes wurde auf den Zuckerrohr- und Baumwollplantagen im Kolonnensystem gearbeitet, das die Arbeitslast für die Sklaven erhöhte, ihre noch verbliebenen Freiräume vernichtete, sie ganz an die Plantagen band und sozial isolierte. Diese Veränderungen konnten von den Pflanzern nur unter massivem Zwang durchgesetzt werden. Viele Sklaven leisteten Widerstand, und von 1791 bis 1805 bereiteten Sklaven im Süden wiederholt große Aufstände vor, die von den Pflanzern jedoch stets entdeckt und verhindert wurden.
In demselben Maße, in dem auf dem Fundament der unterworfenen schwarzen Arbeitskraft eine Plantagenökonomie entstand, die den Pflanzern Reichtum verschaffte und sie zur herrschenden Klasse machte, entwickelte sich auch ihre Rassenideologie zur Vollform fort. Die Ideologie der White Supremacy, die bis dahin nur das Verhältnis zwischen Schwarzen und Weißen definiert hatte, wurde nun so ausdifferenziert, dass alle menschlichen Beziehungen in Begriffen von Über- und Unterordnung beschrieben werden konnten, etwa auch die Beziehungen der Afroamerikaner untereinander. So begannen Sklavenhalter in dieser Zeit, solche afroamerikanischen Sklaven mit der Freiheit zu belohnen, die die physischen und kulturellen Attribute der europäischen Amerikaner trugen. Solche und ähnliche Maßnahmen führten dazu, dass innerhalb der schwarzen Population ein tiefer Riss entstand.

## Die große Wanderung

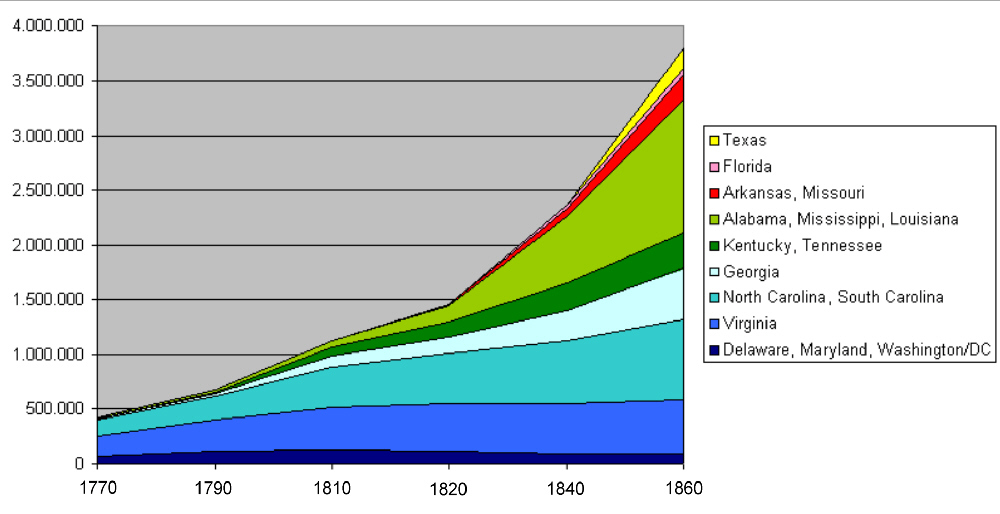
Zahl der Sklaven in den Südstaaten, 1770–1860

Der Umbau der Sklavengesellschaft, der während des amerikanischen Unabhängigkeitskampfes begonnen hatte, wurde im Zeitraum von 1810 bis 1861 stark beschleunigt. Es kam zu einer großen Migrationsbewegung, in deren Verlauf Hunderttausende von meist jungen Sklaven von ihren Angehörigen getrennt und aus dem Oberen und Unteren Süden in den Tiefen Süden verschleppt wurden. Das Zielgebiet dieser Massendeportation, für die Ira Berlin den Begriff einer „Zweiten Mittelpassage“ geprägt hat, erstreckte sich bald vom Hochland von South Carolina bis nach Texas, wobei ein Großteil dieser Region den Mexikanern und Indianern erst kurz zuvor auf militärischem Wege abgetrotzt worden war. New Orleans wurde im 19. Jahrhundert zum wichtigsten Sklavenhandelsplatz der USA und löste damit Charleston ab. Die Folgen der Zweiten Mittelpassage waren eine Entvölkerung des Oberen und Unteren Südens und eine Revolution der Baumwoll-, Zucker- und Hanfproduktion im Tiefen Süden.

### Der Tiefe Süden

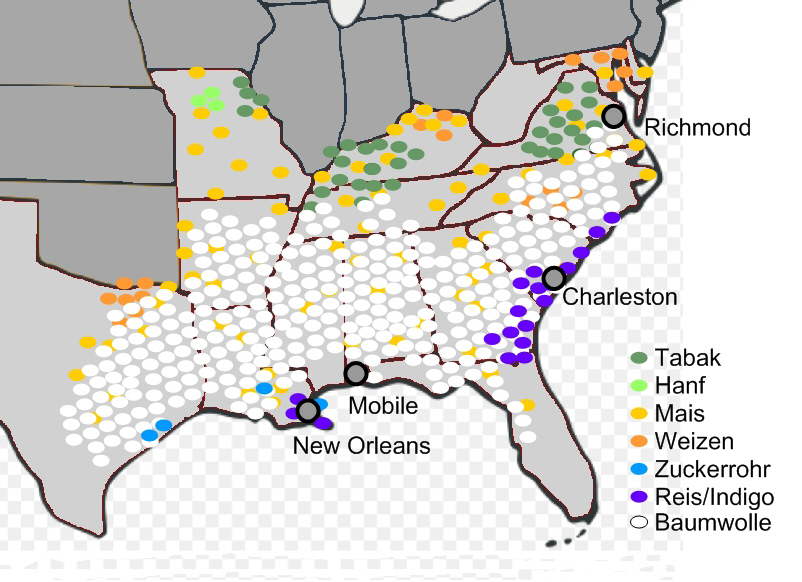
Die landwirtschaftlichen Hauptprodukte in den Südstaaten (1860)

Während der Schwerpunkt des Sklavenregimes in der Zeit der Unabhängigkeitsbewegung in einem schmalen Streifen zwischen der Ostküste und den Appalachen lag, verlagerte er sich vom späten 18. Jahrhundert an immer weiter nach Südwesten. Noch im 18. Jahrhundert erreichte er die Blue Ridge Mountains, den Shenandoah River, das Cumberland-Plateau, Kentucky und Tennessee.
Der Bedarf an Sklaven war in dieser Region enorm hoch und konnte auch durch die „Zweite Mittelpassage“ kaum gedeckt werden. Nachdem 1807/08 der Kongress den Import von Sklaven gänzlich verbot, wurden Sklaven illegal eingeführt, besonders über Florida und die mexikanische Provinz Texas. Auch der Menschenraub und die illegale (Wieder-)Versklavung freier Afroamerikaner waren in den ersten Jahrzehnten des 19. Jahrhunderts an der Tagesordnung. Der inländische Sklavenhandel war, nach der Plantagenproduktion selbst, der im Süden am stärksten florierende Wirtschaftszweig.
In den Pionierjahren waren die Arbeits- und Lebensbedingungen der Migrations-Generationen äußerst hart. Diese Sklaven mussten nicht nur aus reiner Wildnis Kulturland schaffen, sondern bauten auf den Baumwollplantagen auch die arbeitsaufwändigste Pflanze an, die es in der zeitgenössischen Wirtschaft überhaupt gab. Den Pflanzern, die in diesem Grenzland Plantagen aufzubauen versuchten, boten sich Aussichten auf äußerst hohe Profite, aber der Konkurrenz konnten sie nur standhalten, indem sie ihre Sklaven im Kolonnensystem hielten und ununterbrochen zur Arbeit antrieben. Die Sklaven konnten sich in dieser Aufbauzeit nicht aus eigenen Gärten und Feldern versorgen und verloren dabei viel von dem wirtschaftlichen Handlungswissen, das ihre im Nordosten zurückgebliebenen Angehörigen noch besessen hatten. Dies galt besonders für die Baumwollplantagen, auf denen die Sklaven – anders als etwa in der Zuckerrohrindustrie – auch auf den Feldern und bei der Weiterverarbeitung keine qualifizierten Tätigkeiten ausübten. Auch das Sozialleben der Sklaven blieb bedroht, denn viele Plantagen gingen bereits in der Aufbauphase bankrott. Die dort lebenden Sklaven wurden verkauft und erneut von ihren Angehörigen getrennt.

### Der Obere und Untere Süden
In Maryland und Virginia waren nach hundertjähriger Plantagenlandwirtschaft die Böden ausgelaugt und ein Großteil der Arbeitskräfte wurde daher in den Süden und Westen verkauft. Um der dort entstehenden Konkurrenz standhalten zu können, hatte der Obere Süden bereits Mitte des 18. Jahrhunderts begonnen, seine Wirtschaft zu diversifizieren. Die Plantagenwirtschaft wurde hier allmählich von Getreideanbau, Handwerk, Industrie und Handel verdrängt. In vielen dieser Wirtschaftsbereiche wurden weiterhin Sklaven beschäftigt; in zunehmender Zahl wurden diese jedoch auch nach Süden und Westen exportiert.
Auch im Tiefland der Carolinas und in Georgia passte sich die Landwirtschaft den veränderten Bedingungen an. Der Indigo-Anbau verlor an Bedeutung, während die kurzstapelige Baumwolle sich ausbreitete. Noch profitabler war die Reisproduktion, die sich in dieser Region ebenfalls weiter ausbreitete, zu Lasten der Sklaven, deren Arbeitsbedingungen hier besonders schwer waren und zu einer hohen Sterblichkeit führten. In Kentucky und Missouri breitete sich in den 1840er Jahren erneut auch der Tabakanbau aus.

## Sezessionskrieg und Abschaffung der Sklaverei

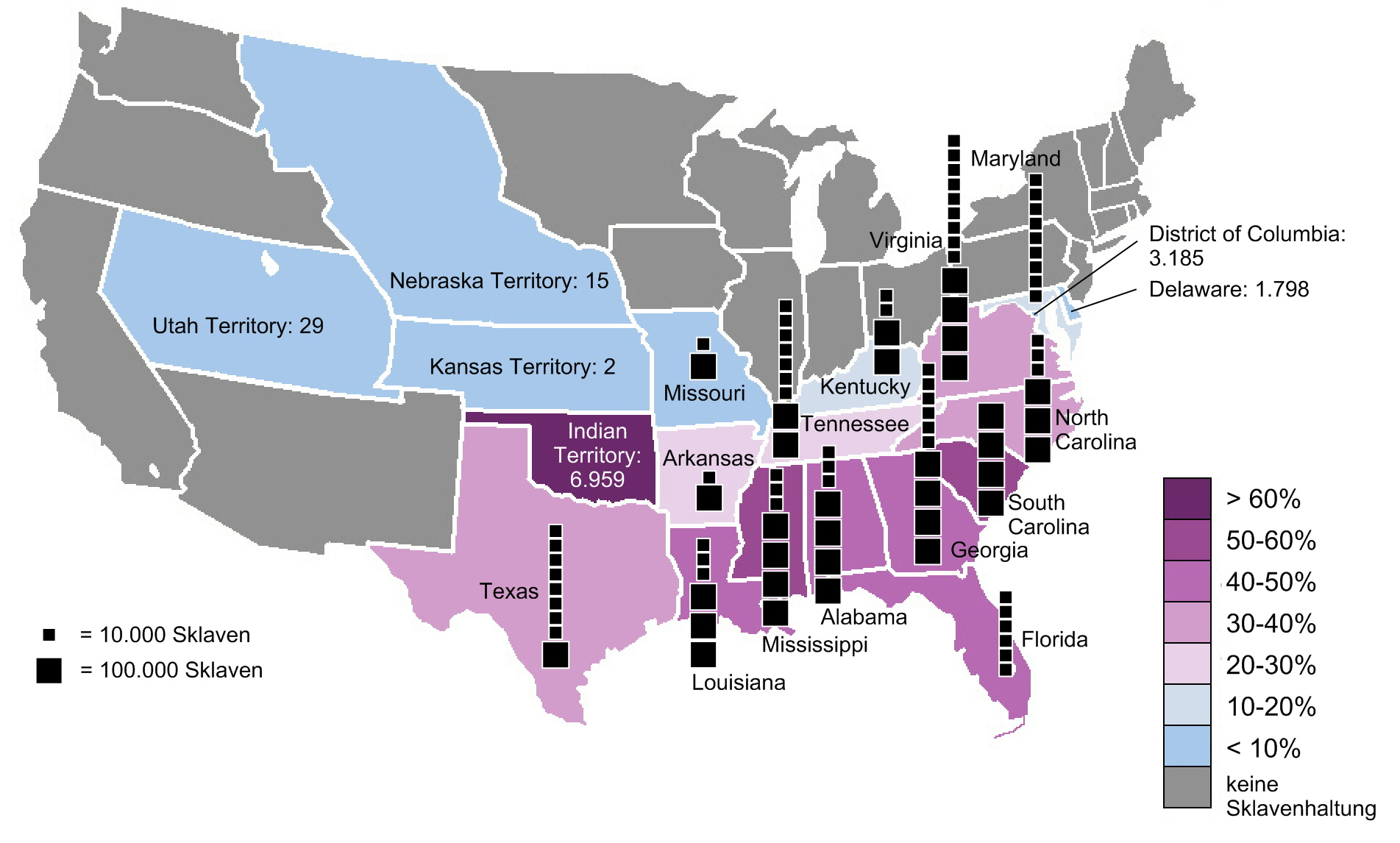
Anteil der Sklaven an der Gesamtbevölkerung in den einzelnen amerikanischen Bundesstaaten und Territorien im Jahre 1860

In den zwei Jahrzehnten vor Ausbruch der Feindseligkeiten zwischen den sklavenhaltenden Staaten und dem Norden entwickelte sich der Sklavenmarkt in auffälliger Weise. Der Preis für arbeitsfähige Sklaven entsprach in der Richtung dem der Baumwolle, er reagierte aber etwa seit 1840 auch auf kleine Anstiege des Baumwollpreises mit deutlichen Steigerungen. Es entwickelte sich eine Spekulationsblase, die in zeitgenössischen Texten als the Negro fever bezeichnet wurde. Die Preissteigerung wird zumindest teilweise auf den drohenden Konflikt zurückgeführt. In Großbritannien waren Sklavenhalter 1833 bei der Abschaffung entschädigt worden, so dass eine Spekulation auf Entschädigungen auch in den USA in Frage kam.
Auch die Entscheidung des Supreme Court Dred Scott v. Sandford von 1857 führte zu einer Preissteigerung von knapp 5 % für Sklaven. Obwohl das Urteil die Rechte von Sklavenhaltern ausdrücklich bestätigte und sogar ausdehnte, wurde dem Süden klar, dass Konflikte um die Sklavenhaltung bis zum obersten Gericht gingen und auch künftig ausgetragen werden müssten. Als Ende 1857 Kansas eine Staatsverfassung mit Sklavenhaltung zurückwies, stieg der Preis wieder um etwa 5 %. Die Nominierung Abraham Lincolns als Präsidentschaftskandidat ließ die Preise um etwas über 5 % steigen. Die Steigerungen stoppten erst mit Lincolns Amtsantritt im März 1861.
Das Ausscheiden der Südstaaten aus der Union und die Bildung der Konföderation führten 1861 zum Amerikanischen Bürgerkrieg. Der Krieg hatte von Anfang an starke Auswirkungen auf die Situation der Sklaven. Da ihre Herren abgelenkt waren, gelang vielen die Flucht. Viele sahen in Lincoln ihren Befreier. Nach Kriegsbeginn fielen die Preise für Sklaven. Zunächst nur geringfügig, aber nach der Ersten Schlacht am Bull Run stürzten sie um 17 %. Obwohl die Schlacht für den Süden siegreich verlief, war sie das Symbol dafür, dass Lincoln bereit war, militärisch in das Gebiet der Konföderation einzudringen. Während des Krieges eroberte die Union im April 1862 New Orleans mit dem zentralen Sklavenmarkt des Südens, was erhebliche Auswirkungen auf die Wirtschaft der Konföderation hatte. Im selben Monat wurde in Washington, D.C. die Sklaverei abgeschafft. Die Region war das einzige Gebiet, in dem bei der Befreiung von Sklaven ihre Besitzer mit durchschnittlich 300 Dollar ausgezahlt wurden.
Der Preisverfall 1860/61 war nach wissenschaftlichen Analysen weniger Folge der direkten Angst vor Abschaffung der Sklaverei, sondern vielmehr Resultat einer allgemeinen Unsicherheit über die langfristige Entwicklung, vor Konflikten, die zu einer erhöhten Belastung der Landwirtschaft etwa durch Steuern führen würden.
Nach dem Ende des Krieges trat am 18. Dezember 1865 der 13. Zusatzartikel zur Verfassung in Kraft, mit dem die Sklaverei auf dem gesamten Gebiet der Vereinigten Staaten endgültig abgeschafft wurde. Durch den 14. Zusatzartikel zur Verfassung erhielten die Afroamerikaner 1868 ihre Bürgerrechte formal zugesprochen. Es war den Südstaaten jedoch möglich, der Union beizutreten, ohne den Schwarzen tatsächlich gleiche Rechte wie den Weißen zuzugestehen (siehe Black codes). Viele Schwarze arbeiteten weiter in ähnlichen Zuständen auf den Plantagen, nutzten aber ihre neu gewonnenen Möglichkeiten unter anderem, um politisch aktiv zu werden und ihren Kindern fortgeschrittene Bildung zu ermöglichen. Bis ihnen die Bürgerrechte in uneingeschränktem Umfang gewährt wurden, verging ein weiteres Jahrhundert, als die Bürgerrechtsbewegung in den 1950er- und 1960er-Jahren auftrat und der Senator und dann Präsident Lyndon B. Johnson sich für die Bürgerrechte bzw. die faktische Gleichberechtigung von Schwarzen einsetzte.

## Kultur der afroamerikanischen Sklaven
In der Zeit der Sklaverei entstanden die Kulturtraditionen, die – über vielfachen Wandel hinweg – das Leben in der afroamerikanischen Gemeinschaft bis heute prägen. Diese Tradition umfasst die kulturellen Überlieferungen in allen Lebensbereichen: von Sitten und Brauchtum über Musik, Architektur und Erzähltraditionen bis hin zur Religion. Charakteristisch für all diese Bereiche ist eine unter den schwierigen Lebensbedingungen der Sklaverei entstandene Amalgamierung afrikanischer Traditionen mit den europäischen Traditionen der Sklavenhalter.

## Widerstand und Flucht
Zur Unterwerfung der Sklaven trennten die Sklavenhalter die Familien der Sklaven, setzten auf Disziplinierung durch lange, harte Arbeit und Religion, erzeugten Uneinigkeit unter den Sklaven, indem sie Feldsklaven und privilegiertere Haussklaven unterschieden, und wandten sofortige harte Bestrafungen bei Zeichen von Widerstand an. Gesetzlich geregelt war die Zerstückelung von Sklaven als Bestrafung z. B. im Virginia Code von 1705.
In der Literatur sind trotzdem Hunderte von Versuchen durch Sklaven belegt, die Herrschaft der Weißen durch Aufstände abzuschütteln. Ohne jede Ausnahme wurden diese Versuche entweder bereits in der Vorbereitungsphase aufgedeckt oder während der Ausführung niedergeschlagen, letzteres stets gewaltsam und mit vielen Todesopfern auf Seiten der Sklaven. Auch durch die größten Sklavenaufstände – den Stono-Aufstand (1739) und den Aufstand von Nat Turner (1831) – gelangten keine Sklaven in Freiheit.
Gut belegt ist in der Forschungsliteratur auch der alltägliche Widerstand, den Sklaven der Ausbeutung ihrer Arbeitskraft auf den Plantagen entgegensetzten und der vielerlei Formen besaß. Sklaven gingen gegen ihre Halter und ihre Aufseher ebenso mit Gewalt vor, wie diese gegen ihre Sklaven mit der Peitsche vorgingen. Sklaven drückten sich vor der Arbeit, täuschten Krankheit oder Dummheit und Ungeschicklichkeit vor, sabotierten ihr Arbeitsgerät und verstümmelten Arbeitstiere, um unangenehmen Arbeiten auszuweichen oder um insgesamt weniger arbeiten zu müssen.
Tausende von Sklaven entkamen ihren Eigentümern durch Flucht, wobei dies in den Wirren des Amerikanischen Unabhängigkeitskrieges, in denen entlaufene Sklaven Unterschlupf in gegnerischen Militäreinheiten finden konnten, leichter möglich war als zu irgendeinem anderen Zeitpunkt. In Friedenszeiten wurden flüchtige Sklaven meist wieder eingefangen. Im 19. Jahrhundert entstand die Underground Railroad, ein Netzwerk von weißen und schwarzen Abolitionisten, die Sklaven vor allem aus dem Norden der Südstaaten zur Flucht nach Kanada verhalfen.

## Abolitionismus und Reformversuche
Ab dem 17. Jahrhundert wurde die Rechtmäßigkeit der Sklaverei in Teilen der amerikanischen Bevölkerung zunehmend in Frage gestellt. Diese Haltung wurde vor allem durch ein im Pietismus, Puritanismus und verwandten protestantischen Strömungen entstandenes neues Bild des Menschen als Gotteskind und Individuum verursacht. Bei Intellektuellen spielten auch Ideen der Aufklärung eine Rolle. Unter Führung des Baptisten Roger Williams erklärte die Kolonie Rhode Island 1652 die Sklaverei für illegal. Auch die Mennoniten und Teile der Quäker lehnten sie aus religiösen Gründen ab. Die Methodisten beschlossen 1785 ein kirchliches Verbot der Sklaverei, da diese dem Gesetz Gottes und der Natur widerspreche. Die Baptisten in den Südstaaten schlossen sich 1789 mit einer ähnlichen Begründung an. Ab etwa 1820 leitete die Losung „Sklaverei ist Sünde“ (Slavery is a sin) den Abolitionismus – die Abschaffung des Sklavenhandels und Befreiung der Sklaven – ein. Die Auseinandersetzungen waren so heftig, dass es zu Kirchenspaltungen kam. Neu war, dass für die Abolitionisten die spirituelle Freiheit der Kinder Gottes sich in der Gesellschaftsordnung als soziale und politische Freiheit auswirken musste. Es bestanden enge Verbindungen zu der Anti-Sklaverei-Bewegung in Großbritannien. Dort wurde durch das Engagement vor allem von Quäkern, baptistischen Missionaren und prominenten Persönlichkeiten wie dem anglikanischen Parlamentarier William Wilberforce 1807 das Verbot des Sklavenhandels und 1834 der Sklaverei selbst für das Mutterland und die Kolonien erreicht. Im Süden der Vereinigten Staaten hatte der britische und amerikanische Abolitionismus jedoch nur wenig Wirkung. Die Bewegung, die im Norden von Persönlichkeiten wie William Lloyd Garrison, John Greenleaf Whittier, Harriet Beecher Stowe und Frederick Douglass geführt wurde, arbeitete unter schwierigen Bedingungen, weil sie nicht nur die Verfassung gegen sich hatte, sondern auch das Einvernehmen innerhalb der Union bedrohte. Politische Rückendeckung bekam der Abolitionismus erst nach der Wahl von Abraham Lincoln, der selbst nie ein Abolitionist gewesen war, sich aber gegen die Ausbreitung der Sklaverei im amerikanischen Westen eingesetzt hatte.
Neben den Anstrengungen der Abolitionisten gab es selbst im Süden vielfältige Versuche, die Sklaverei zu reformieren. Diese Bemühungen gingen von so unterschiedlichen Gruppen wie Kirchen, der Gesetzgebung, Gerichten, Ärzten und Pflanzern aus. Deren Ziele waren aber so unterschiedlich – teils ging es um die Christianisierung der Sklaven, teils um eine Verbesserung ihrer Arbeits- und Lebensbedingungen, teils um eine Steigerung ihrer Arbeitsleistung, teils darum, die Opposition im Norden zu beruhigen –, dass die Reformversuche kaum eine Wirkung hervorbrachten.

## Folgen für die Gegenwart
Noch heute gilt die Sklaverei als eine Ursache für die kulturellen Unterschiede zwischen den Nord- und Südstaaten. Weiße aus den Südstaaten wählen eher die rechte Republikanische Partei, lehnen Affirmative Action ab und haben mehr rassistische Ressentiments gegenüber Schwarzen. Die unterschiedlichen politischen Einstellungen einzelner Regionen des amerikanischen Südens sind zum Teil auf das Ausmaß der Sklaverei vor mehr als 150 Jahren zurückzuführen. Dies wird von einigen Autoren darauf zurückgeführt, dass nach dem Bürgerkrieg die Weißen des Südens politische und wirtschaftliche Anreize hatten, bestehende rassistische Normen und Institutionen zu verstärken, um die Kontrolle über die neu befreite afroamerikanische Bevölkerung zu behalten.
Noch heute sind Nachfahren ehemaliger Sklaven in den Vereinigten Staaten häufiger arm, während Nachfahren von Sklavenhaltern überdurchschnittlich häufig Führungspositionen innehaben. In einer Recherche von Reuters stellte sich heraus, dass mindestens 8 % der Demokraten im Kongress und 28 % der Republikaner Sklavenhalter als Vorfahren hatten. Das Übergewicht der Republikaner spiegelt die Stärke der Partei im Süden wider, wo die Sklaverei konzentriert war.

## Erinnerung
Der 20. August 1619 wird von einigen Historikern, Bürgerrechtlern und Politikern als Beginn der Sklaverei in Nordamerika gesehen. Es fanden im August 2019 entsprechende Gedenkveranstaltungen statt. An diesem Tag hatte ein englisches Piratenschiff in Old Point Comfort (heute zu Hampton, Virginia) angelegt. Von den an Bord befindlichen Menschen, die aus dem afrikanischen Königreich Ndongo (heute Angola) verschleppt worden waren und von einem portugiesischen Sklavenschiff über den Atlantik transportiert worden waren, wurden mehr als 20 an einen weißen Kolonisten verkauft. Allerdings hatte es in Nordamerika schon längere Zeit zuvor Sklaverei gegeben.

## Thema in Literatur und Filmen

### Romane
- Hannah Crafts, Henry Louis Gates: The Bondwoman’s Narrative, Grand Central Publishing, 2003, ISBN 0-446-69029-5 (entstanden zwischen 1853 und 1861)
- Edward P. Jones: The Known World, Amistad, 2003, ISBN 0-06-055754-0.
- Alex Haley: Wurzeln. Roman. Fischer, Frankfurt am Main 2001, ISBN 3-596-22448-9.
- Valerie Martin: Property, Nan A. Talese, 2003, ISBN 0-385-50408-X.
- Toni Morrison: Beloved, Vintage, 2004, ISBN 1-4000-3341-1 (erstmals 1987; deutscher Titel: Menschenkind)
- Harriet Beecher Stowe: Onkel Toms Hütte (1851/52)
- Harriet E. Wilson: Our Nig. Or, Sketches From The Life Of A Free Black, In A Two-story White House, North. Vintage Books/Random House, 1983 (erstmals 1859)
- William Styron: The Confessions of Nat Turner (1967)

### Lebenserinnerungen ehemaliger Sklaven
- Frederick Douglass: Narrative of the Life of Frederick Douglass, Signet Classic, 2005, ISBN 0-451-52994-4.
- Henry Louis Gates (Hrsg.): The classic slave narratives. Mentor, New York 1987, ISBN 0-451-62726-1; Neuausgabe: Signet Classics, 2002, ISBN 0-451-52824-7.
- Harriet Jacobs: Incidents in the Life of a Slave Girl: Written by Herself. Boston: For the Author, 1861. Cambridge: Harvard University Press 1987–2000. ISBN 978-0-674-00271-5.
- Sojourner Truth: Narrative of Sojourner Truth, Dover Publications, 1997, ISBN 0-486-29899-X.
- Norman R. Yetman (Hrsg.): Voices from Slavery: 100 Authentic Slave Narratives. Dover Publications, 1999, ISBN 0-486-40912-0.
- Moses Grandy: Narrative of the Life of Moses Grandy – (1843), Late a Slave in the United States of America. Dodo Press, 2009, ISBN 978-1-4099-7480-2.
- Solomon Northup: Zwölf Jahre Sklave. Die wahre Geschichte eines freien Mannes, der verschleppt und versklavt wurde, Hamburg 2015, ISBN 978-3-86820-257-1 (Original in amerikanischem Englisch von 1853).

### Sachliteratur
- Avidit Acharya, Matthew Blackwell, Maya Sen: Deep Roots: How Slavery Still Shapes Southern Politics. Princeton University Press, Princeton 2018, ISBN 978-1-4008-8997-6.
- Ira Berlin: Generations of Captivity. A History of African-American Slaves. The Belknap Press of Harvard University Press, Cambridge, London 2003, ISBN 0-674-01061-2.
- Douglas A. Blackmon: Slavery by Another Name. The Re-Enslavement of Black Americans from the Civil War to World War II. Doubleday, New York 2001, ISBN 0-385-50625-2.
- Norbert Finzsch, James Oliver Horton, Lois E. Horton: Von Benin nach Baltimore. Die Geschichte der African Americans. Hamburger Edition, 1999, ISBN 3-930908-49-2. (deutsch)
- John Hope Franklin, Alfred A. Moss Jr.: Von der Sklaverei zur Freiheit. Die Geschichte der Schwarzen in den USA. Ullstein, 1999, ISBN 3-548-26550-2. (deutsch) (engl. Originalausgabe: From Slavery to Freedom: A History of African Americans. Knopf, 2000, ISBN 0-375-40671-9)
- Saul S. Friedman: Jews and the American slave trade. Transaction Publishers, New Brunswick, N.J. 1998
- Friedrich Kapp: Die Geschichte der Sklaverei in den Vereinigten Staaten von Amerika. Hamburg 1861.
- Nikole Hannah-Jones (Hrsg.): The 1619 Project: A New Origin Story. One World, New York 2021, ISBN 978-0-593-23057-2.
- Joachim Meißner, Ulrich Mücke, Klaus Weber: Schwarzes Amerika. Eine Geschichte der Sklaverei. C.H. Beck, 2008, ISBN 978-3-406-56225-9. (deutsch)
- Patrick Rael: Eighty-Eight Years. The Long Death of Slavery in the United States, 1777–1865. University of Georgia Press, Athens 2015, ISBN 978-0-8203-3395-3.
- Junius Rodriguez: Slavery in the United States. A Social, Political, and Historical Encyclopedia. ABC-CLIO, 2007, ISBN 978-1-85109-544-5.
- Udo Sautter: Sklaverei in Amerika. Theiss, Darmstadt 2014, ISBN 978-3-8062-2896-0.

- Calvin Schermerhorn: Unrequited Toil: A History of United States Slavery. Cambridge University Press, Cambridge 2018, ISBN 978-1-107-02766-4.
- Slavery & Abolition: A Journal of Slave and Post-Slave Studies. Routledge, New York. Fachzeitschrift seit 1980. (vierteljährlich)
- Kenneth M. Stampp: Peculiar Institution. Slavery in the Antebellum South. Vintage, 1989, ISBN 0-679-72307-2.
- George William Van Cleve: A Slaveholders’ Union: Slavery, Politics, and the Constitution in the Early American Republic. University of Chicago, Chicago 2010, ISBN 978-0-226-84668-2.
- Heather Andrea Williams: American Slavery: A Very Short Introduction. Oxford University Press, New York 2014, ISBN 978-0-19-992268-0.

Dokumentensammlungen
- Thomas R. Frazer: Readings in African-American History. Wadsworth Publishing, 2000, ISBN 0-534-52373-0.
- Willie Lee Rose (Hrsg.): A Documentary History of Slavery in North America. University of Georgia Press, 1999, ISBN 0-8203-2065-X.

### Filme
Dokumentarfilme
- The Civil War (1990; 9-teiliger Fernseh-Dokumentarfilm)
- Africans in America: America’s Journey Through Slavery (mehrteiliger Fernseh-Dokumentarfilm)
- Prince Among Slaves (2007, Regie: Andrea Kalin, Bill Duke)
- Meeting David Wilson (2008, Regie: David Wilson, Daniel J. Woolsey)

Spielfilme und Serien
- The Bride of Hate (1917, Regie: Walter Edwards)
- Uncle Tom’s Cabin (1927, Regie: Harry A. Pollard)
- Eine Welt zu Füßen (The Foxes of Harrow) (1947, Regie: John M. Stahl)
- Band of Angels (1957, Regie: Raoul Walsh)
- Addio, Onkel Tom! (1971, Addio Zio Tom, Exploitation/Mondofilm, Regie: Gualtiero Jacopetti und Franco Prosperi)
- Mandingo (1975, Spielfilm-Drama/Exploitation, Regie: Richard Fleischer)
- Die Sklavenhölle der Mandingos (1976, Drum, Spielfilm-Action-Drama/Exploitation, Regie: Steve Carver)
- Roots (Fernsehserie) (1977, mehrteiliger Fernsehfilm)
- Fackeln im Sturm (1985, 1986, 1994; mehrteiliger Fernsehfilm, Regie: Paul Freeman, Robert Papazian, Hal Galli)
- Queen (1991; Fernseh-Mehrteiler)
- Amistad (1998, Regie: Steven Spielberg)
- The Help (2011, Regie Tate Taylor)
- Django Unchained (2013, Regie: Quentin Tarantino)
- 12 Years a Slave (2013, Regie: Steve McQueen)
- The Birth of a Nation – Aufstand zur Freiheit (2016, Regie: Nate Parker)
- Roots (Neuverfilmung)
- Harriet – Der Weg in die Freiheit (2019, Regie: Kasi Lemmons)
- The Underground Railroad (2021, Serie)